# Leptanthuridae

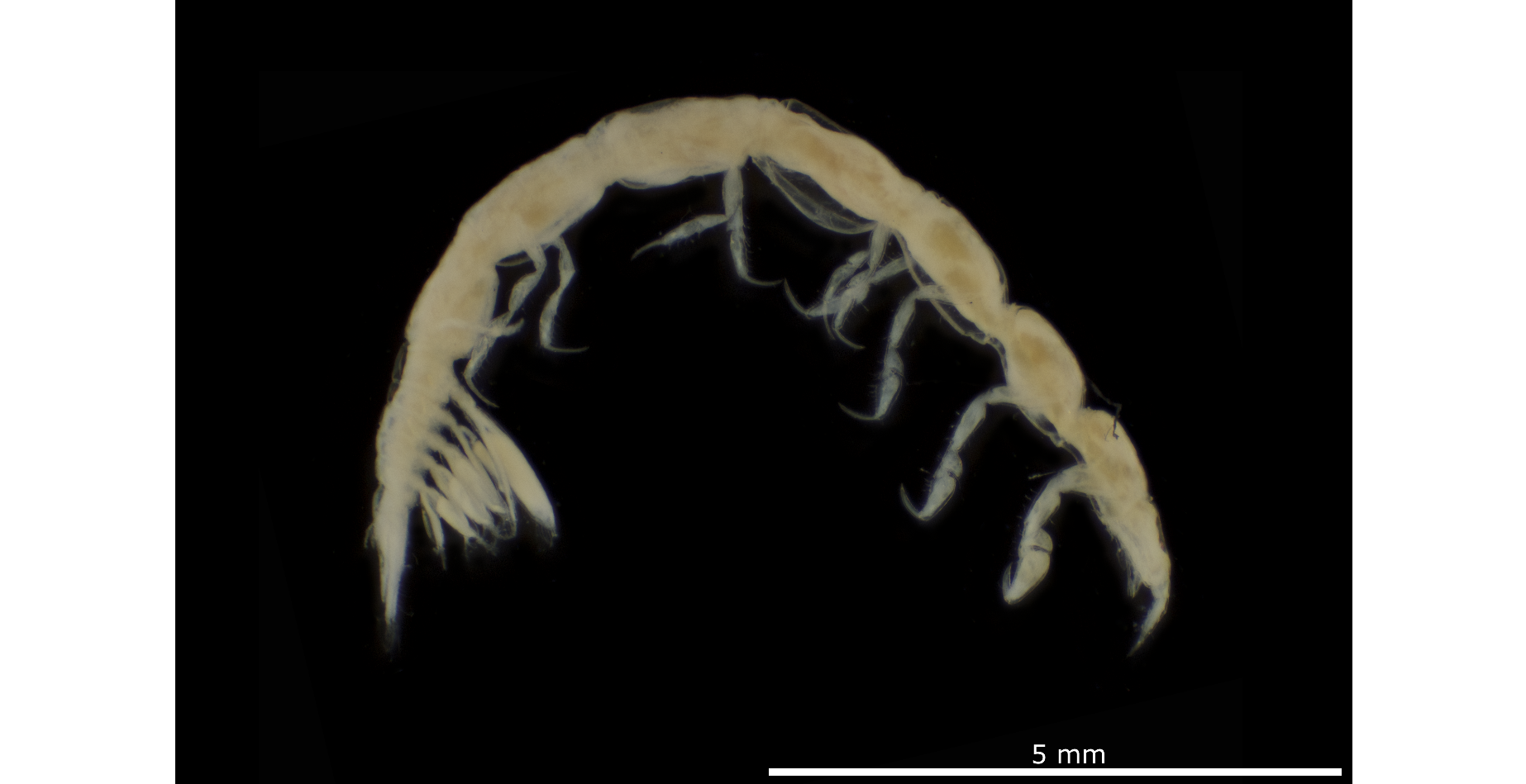
Leptanthura hendili

Leptanthuridae (лат.) — семейство мелких морских равноногих раков (Isopoda).

## Описание
Тело в 10—15 раз длиннее ширины, у самцов редко более вытянутое (перейонит 7 шире длины, значительно короче перейонита 6). Плеониты 1—5 вместе не более чем вдвое длиннее ширины, свободные и сочленённые или сросшиеся; без краевых волосков на плеональных эпимерах или задних границах плеонитов 4 и 5. Жгутик антенны 2 состоит из менее чем 10 члеников, короче стебелька, или из многочисленных члеников, длиннее или короче стебелька. Ротовые части остро выдаются вперёд. Мандибула с острым передне-направленным резцом. Эндит максиллипеды, достигающий 3-го членика пальп, либо отсутствует или утрачен; пальпы узкие, сужающиеся к острой вершине, меньше 4 членика (около 3 раз длиннее ширины), с 5 свободными члениками (редко) или с 2 и более слитыми члениками. Развит один статоцист. Найдены во всех океанах, включая Северный Ледовитый.

## Классификация
На май 2024 семейство включает 14 родов. Семейство Leptanthuridae было создано в 2001 году и, в том числе, включает 12 валидных родов, ранее включавшихся в Paranthuridae. Все они сохраняют один статоцист, который может рассматриваться как плезиоморфный признак, если потеря статоциста в родственном таксоне Paranthuridae рассматривается как апоморфный.
- Accalathura Barnard, 1925
- Aenigmathura Thomson, 1951
- Albanthura Wägele, 1985[5]
- Bourbonanthura Müller, 1990[6]
- Bullowanthura Poore, 1978
- Bunderanthura Poore & Humphreys, 2013[7]
- Calathura Norman & Stebbing, 1886
- Curassanthura Kensley, 1981
- Leptanthura Sars, 1897
- Negoescuanthura Jarquín-Martínez & García-Madrigal, 2021[8]
- Neoanthura Menzies, 1956
- Psittanthura Wägele, 1985[5]
- Ulakanthura Poore, 1978
- Virganthura Kensley, 1987